# Терещенки (Сумський район)
Терещенки́ — село в Україні, у Білопільській міській громаді Сумського району Сумської області. Населення становить 158 осіб. До 2020 орган місцевого самоврядування — Терещенківська сільська рада.

## Географія
Село Терещенки розташоване на лівому березі річки Локня, вище за течією примикає село Руденкове, нижче за течією на відстані 1 км розташоване село Новоандріївка.
Річка у цьому місці пересихає, на ній зроблено декілька загат.

## Історія
- Село засноване в середині XIX ст.
- Село постраждало внаслідок геноциду українського народу, проведеного урядом СССР 1923—1933 та 1946–1947 роках[1].
- 12 червня 2020 року, відповідно до розпорядження Кабінету Міністрів України № 723-р «Про визначення адміністративних центрів та затвердження територій територіальних громад Сумської області», село увійшло до складу Білопільської міської громади[2].
- 19 липня 2020 року, в результаті адміністративно-територіальної реформи та ліквідації Білопільського району, село увійшло до складу новоутвореного Сумського району[3].

## Економіка
- ТОВ Агрофірма «Авангард-А».
- «Верес», ПП.

## Відомі люди
- Карпов Олександр Миколайович — кандидат історичних наук, доцент; колишній народний депутат України.
- Гурин Василь Терентьович - герой Радянського Союзу, загинув при визволенні Києва.